# Kameya Tokujirō
Kameya Tokujirō est un nom japonais traditionnel ; le nom de famille (ou le nom d'école), Kameya, précède donc le prénom (ou le nom d'artiste).
Kameya Tokujirō (龜谷 徳次郎), né en 1825 et mort en 1884, bien que peu connu, est un photographe japonais pionnier de l'histoire de la photographie au Japon. 

## Biographie
Le nom original de Kameya est Abe (阿部); Il est adopté par une famille nommée Kameya. Il apprend la photographie à Deshima, l'enclave néerlandaise du port de Nagasaki où les médecins Jan Karel van den Broek et J.L.C. Pompe van Meerdervoort enseignent la photographie en plus de la médecine et de la chimie. À son tour, Kameya enseigne la photographie à Tomishige Rihei, qui devient son apprenti en 1862. La même année, Kameya déménage à Kyoto pour ouvrir un studio photographique - le premier studio commercial de la ville. En 1868, il rentre à Nagasaki où il exploite un studio jusqu'à sa mort. Il décède en 1884 à Vladivostok, après y avoir ouvert un studio.
Kameya a une fille, Kameya Toyo (龜谷とよ), 1852-1885), qui l'aide dans son studio de Nagasaki et est l'une des premières femmes photographes du Japon. En 1871, elle épouse Yoshii Teijirō (吉井禎次郎) que la famille adopte et qui prend le nom Kameya Teijirō; il travaille également au studio de Nagasaki et ouvre plus tard une filiale en Corée jusqu'à sa mort en 1885.
Kameya Tokujirō peut avoir ouvert son studio de Nagasaki avant son déménagement à Kyoto en 1862, et si c'est le cas, il précède celui d'Ueno Hikoma comme le plus ancien de la ville.